# Judith Kemp
Judith Kemp ist ein deutscher Fernsehfilm von Helmut Metzger aus dem Jahr 2004. Jennifer Nitsch ist in der Titelrolle einer Wirtschaftsanwältin besetzt.

## Handlung
Judith Kemp arbeitet als erfolgreiche Wirtschaftsanwältin in einer renommierten Kanzlei. Nach dem Tod ihres Mannes muss sie ihre beiden Kinder, Julia und Marco, allein großziehen. Obwohl sie im Beruf erfolgreich ist, ist sie mit ihrer Tätigkeit unzufrieden, da sie ursprünglich Familienrecht studiert hat, um Menschen in Not zu helfen, und nicht, um Wirtschaftsinteressen zu vertreten.
Ihr Chef, Stefan Walther, ist von ihren Fähigkeiten beeindruckt und macht ihr sowohl beruflich als auch privat Avancen: Er möchte sie zur Teilhaberin der Kanzlei und zu seiner Ehefrau machen. Judith fühlt sich dadurch zunehmend unter Druck gesetzt.
Die Handlung nimmt eine Wendung, als Judith Zeugin wird, wie ein sechsjähriges Mädchen auf der Straße zusammenbricht. Sie lernt die Mutter des Kindes, Helena Traber, kennen, die mit drei Kindern und mehreren Jobs überfordert ist. Helenas Ex-Mann, Maik Traber, hat sie mit einem Schuldenberg zurückgelassen und zahlt keinen Unterhalt, obwohl er verdeckt weiterhin erfolgreich ist.
Judith beschließt, Helena zu helfen, obwohl sie dafür offiziell nicht beauftragt ist und kaum Zeit hat. Mit Unterstützung ihres Chefs, der zu unkonventionellen Mitteln greift, gelingt es ihr, Maik zur Unterhaltszahlung zu bewegen und der Familie zu helfen.
Nach einem Streit mit ihrem Chef und dem erfolgreichen Abschluss des Falls entscheidet sich Judith Kemp, die Wirtschaftskanzlei zu verlassen. Sie macht sich als Familienanwältin selbstständig, um künftig gezielt Menschen in schwierigen Lebenslagen zu unterstützen. Das Ende des Films ist als optimistischer Neuanfang für Judith und ihre Kinder inszeniert.

## Produktionsnotizen
Die Dreharbeiten für Judith Kemp erstreckten sich unter dem Arbeitstitel Kinderanwältin Judith Kemp – Das Haus am Ende der Straße vom 2. März 2004 bis zum 2. April 2004 und fanden in Berlin statt. Für die Produktion zeichnete die Ziegler Film unter Federführung von Produzentin Regina Ziegler verantwortlich.
Es handelt sich um den letzten Film mit der Schauspielerin Jennifer Nitsch, die etwa zwei Monate nach den Dreharbeiten, am 13. Juni 2004, starb. Die Erstausstrahlung erfolgte posthum am 10. September 2004 zur Hauptsendezeit auf Das Erste.

## Rezeption
Der Fernsehfilm Judith Kemp wurde von der Kritik überwiegend positiv aufgenommen. Besonders hervorgehoben wurde die Darstellung von Jennifer Nitsch in ihrer letzten Rolle. TV Spielfilm lobte Nitsch als „kämpferische Anwältin“ und betonte, dass sie mit ihrem intensiven Spiel den Zuschauer zu berühren vermag. Die Inszenierung wurde als nachvollziehbar und bodenständig beschrieben, die Geschichte als realitätsnah und bewegend. Kritisiert wurde jedoch, dass das Drehbuch zu Beginn eher plakativ sei und sich gelegentlich ein allzu penetrantes „Gutmenschentum“ bemerkbar mache.
Filmdienst hob die gelungene Darstellung von Frauensolidarität und die tiefgehenden, realistischen Dialoge hervor, die dem Film zusätzliche Qualität verleihen. Auch wurde die gesellschaftliche Relevanz des Themas, insbesondere die mangelnde Fürsorgepflicht und die Herausforderungen alleinerziehender Mütter, positiv bewertet.
Prisma und weitere Kritiken betonen die Authentizität und emotionale Wirkung der Erzählung, auch wenn die Handlung als konventionell und stellenweise vorhersehbar eingeschätzt wird. Die Regie von Helmut Metzger und das Drehbuch von Uwe Wilhelm wurden als solide und engagiert gelobt.
Insgesamt wird „Judith Kemp“ als bewegendes, realitätsnahes Fernsehdrama mit gesellschaftlicher Relevanz und einer überzeugenden Hauptdarstellerin bewertet.